# 山田利博
山田 利博（やまだ としひろ、1959年 - ） は、日本の植物病理学者、樹医。東京大学大学院農学生命科学研究科教授。

## 人物・経歴
京都府生まれ。1982年京都府立大学農学部農学科卒業、林業試験場関西支場樹病研究室研究員。1992年森林総合研究所腐朽病害研究室主任研究官。1996年東京大学博士（農学）。2000年東京大学大学院農学生命科学研究科助教授、日本林学会編集委員。2006年東京大学大学院農学生命科学研究科教授。2008年京都大学大学院農学研究科教授。2017年善養寺影向のマツ再生事業委員。

## 受賞
- 日本林学会賞 2000年[1]
- 日本木材学会論文賞 2009[1]